# Rondeletia pubescens
Rondeletia pubescens är en måreväxtart som beskrevs av Carl Sigismund Kunth. Rondeletia pubescens ingår i släktet Rondeletia och familjen måreväxter. Inga underarter finns listade i Catalogue of Life.